# NGC 313
NGC 313 este o stea triplă situată în constelația Peștii. A fost descoperită în 29 noiembrie 1850 de către Bindon Stoney.